# Bleptina coloniasalis
Bleptina coloniasalis är en fjärilsart som beskrevs av Walker 1858. Bleptina coloniasalis ingår i släktet Bleptina och familjen nattflyn. Inga underarter finns listade i Catalogue of Life.